# マイケル・ティルソン・トーマス

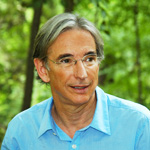
マイケル・ティルソン・トーマス

マイケル・ティルソン・トーマス（Michael Tilson Thomas、1944年12月21日 - ）は、アメリカの指揮者、ピアニスト、作曲家。本来はトーマスが姓であるが、英語圏では極めて多い姓であることから、ミドルネームを添えてティルソン・トーマスを称している。MTTとも略される。

## 人物・来歴
カリフォルニア州ロサンゼルスにて、ロシア系ユダヤ人の家庭に生まれる。祖父ボリス・トマシェフスキー（Boris Thomashefsky）はキエフ近郊のシュテットル・タラシチャ（Tarascha）出身で、ニューヨークのイディッシュ劇場の設立者。祖父ボリスの姪はイディッシュ女優のベラ・フィンケル（Bella Finkel）であり、ベラの夫は映画俳優ポール・ムニ。
南カリフォルニア大学にてインゴルフ・ダールの下で学んだ。1969年に、ウィリアム・スタインバーグの後任として ボストン交響楽団の指揮者としてデビューし、その後、ニューヨーク・フィルハーモニック、ロサンジェルス・フィルハーモニック、ロンドン交響楽団、サンフランシスコ交響楽団の指揮者を務めた。
1988年には、クラウディオ・アバドの後任として、ロンドン交響楽団の首席指揮者に抜擢される。グスタフ・マーラーやリヒャルト・シュトラウスなど録音も多く行い高い評価を得たが、同時期にレナード・バーンスタインが名誉会長として就任していた手前、人気は隠れがちになってしまった。
2004年には、初めてウィーン・フィルハーモニー管弦楽団の指揮台に登った（曲目はマーラーの交響曲第1番他）。
また、若い音楽家の育成を目的として、フロリダでニューワールド交響楽団を創設した。
祖父の代からガーシュウィン一家と親交が深く、ジョージ・ガーシュウィンの権威として他の追随を許さない。
1995年から2020年までサンフランシスコ交響楽団の音楽監督、現在は桂冠音楽監督を務める。これはピエール・モントゥーの19年間を超える最長期間の在任となり、自主制作を含む録音も量産し黄金期を迎えることとなった。特に、一連のマーラーの録音は高い売上と豊富な受賞があり、極めて高い評価を得ている。

## 私生活
ゲイであることを自ら公表したことで知られており、現在は30年以上にわたってプライベートとビジネスの両面でMTTを支えているジョシュア・ロビソン（Joshua Robison）と共に、カリフォルニアに在住している。2014年11月、ロビソンと正式に結婚した。

## グラミー賞
- Grammy Award for Best Orchestral Performance
  - 2006年　マーラー：交響曲第7番（サンフランシスコ交響楽団）
  - 2003年　マーラー：交響曲第6番（サンフランシスコ交響楽団）
  - 2000年　ストラヴィンスキー：『火の鳥』『春の祭典』『ペルセフォーヌ』（サンフランシスコ交響楽団・合唱団、ペニンシュラ少年合唱団、サンフランシスコ少女合唱団）
  - 1997年　プロコフィエフ：『ロメオとジュリエット』抜粋（サンフランシスコ交響楽団）
- Grammy Award for Best Classical Album
  - 2006年　マーラー：交響曲第7番（サンフランシスコ交響楽団）
  - 2004年　マーラー：交響曲第3番、『亡き子をしのぶ歌』（サンフランシスコ交響楽団）
  - 2000年　ストラヴィンスキー：『火の鳥』『春の祭典』『ペルセフォーヌ』（サンフランシスコ交響楽団・合唱団、ペニンシュラ少年合唱団、サンフランシスコ少女合唱団）
- Grammy Award for Best Choral Performance
  - 1976年　オルフ：『カルミナ・ブラーナ』（クリーブランド管弦楽団・合唱団、クリーブランド少年合唱団）